# Тейлор, Глэдис
Глэдис Тейлор (англ. Gladys Taylor), урождённая Толл (англ. Tall, 1917 — 31 мая 2015), была канадской писательницей и издателем.

## Биография
Она родилась в Суон-Ривер, Манитоба, училась на учителя в Виннипеге и несколько лет преподавала в своём родном городе, прежде чем выйти замуж за Лорна Тейлора в 1940 году; во время Второй мировой войны Лорн служил в вооружённых силах Канады, а Глэдис служила в канадском женском армейском корпусе.
После войны пара переехала в Тетфорд-Майнс, Квебек. Как мать и домохозяйка, она начала писать художественную литературу в качестве хобби и дважды в 1950-х годах выиграла премию Райерсона в области художественной литературы за свои романы «Сосновые корни» в 1956 году и «Королевское дерево» в 1958 году. В течение нескольких лет она также работала редактором Canadian Bookman & Quarterly, ежеквартального отраслевого издания Ассоциации канадских авторов.
После развода с Лорном в 50 лет Тейлор переехала в Альберту. Имея мало возможностей для быстрого получения работы, она разместила объявление о продвижении своих услуг в качестве редактора. Она получила ответ от человека, который запускал новый журнал Western Leisure и стала редактором и инвестором журнала, в конечном итоге выкупив его у своего партнера и выступив в качестве издателя журнала. Затем она расширила свой бизнес, приобретя сеть общественных газет, в том числе The Wheel and Deal, Rocky View Five Village Weekly, Carstairs Courier и Airdrie Advance.
В 1977 году она отправилась в автомобильный тур по Австралии, в 1984 году опубликовав мемуары «Одна в австралийской глубинке»; книга легла в основу фильма 1992 года «Над холмом». В 1987 году она опубликовала «Одна в зале заседаний совета директоров», мемуары о своём опыте работы женщины в бизнесе в то время, когда это было ещё относительной новинкой.
Она также была известна своими передовыми статьями в своих газетах, в которых резко критиковались премьер-министр Брайан Малруни и премьер-министр Альберты Дон Гетти. Она поддержала Партию реформ Канады на федеральных выборах 1988 года.
Она баллотировалась как независимый кандидат на выборах кандидата в сенат Альберты в 1989 году, заняв четвёртое место из шести кандидатов.
Пятая книга Тейлор «Валинда, наша дочь» была опубликована в 1993 году. В книге рассказывается об угоне самолёта рейса 648 EgyptAir с точки зрения одного из канадских пассажиров.
Тейлор умерла 31 мая 2015 года в Эрдри, Альберта.